# Atleticum
Atleticum är en friidrottshall på Stadionområdet  i Malmö. I närheten finns Malmö stadion, Malmö isstadion samt Pildammsparken.
Den första friidrottstävlingen genomfördes 1992. Löparbanans varv mäter 200 meter och har 4 banor, radie 16.5, dos 13.0, banbredd 1.0.Vid kulstötning används gummikulor. I hallen bedrevs tidigare även friskvård men används numera främst av friidrottande barn, ungdomar och elitaktiva friidrottare. Malmö AI som bedriver större delen av verksamheten är Sveriges genom tiderna mest framgångsrika friidrottsklubb med flest antal SM-guld. Hallen är sedan många år också hemvist för Malmös friidrottsgymnasium.